# 동두천 단층
동두천 단층(東豆川 斷層, Dongducheon Fault)은 대한민국 경기 지괴 내 동두천시를 중심으로 남-북 방향으로 발달하는 한국의 단층으로, 추가령 구조곡의 추가령 단층 중 철원군~연천군~동두천시~양주시~의정부시를 지나는 약 100 km 부분을 지칭한다. 동두천 단층은 김옥준(1971)에 의해 처음 명명되었으며 이대성 외(1983)는 대광리 단층, 원종관 외(1990)는 연천 단층, 철원 지질도폭(1996)에서 추가령 단층으로 기재하였으나 동두천 단층이라는 명칭이 가장 흔하게 사용된다.

## 개요
추가령 단층대(標哥嶺 斷層帶, Chugaryeong Fault Zone)는 추가령 구조곡을 중심으로 발달한 대규모 단층대로, 동두천 단층과 포천 단층, 왕숙천 단층, 신갈 단층을 포함한다. 이들은 서울특별시를 넘어 성남시까지 연장된다. 동두천 단층은 추가령 단층 중 철원군에서 동두천시와 양주시를 지나 서울특별시까지 이어지는 부분을 가리키며, 그 남쪽은 신갈 단층으로 이어진다. 동두천 단층 파쇄대의 깊이는 최소 5 km, 최대 6.5 km 깊이까지 연장되며 폭은 200 m로 측정되었다.

### 지형
추가령 구조곡의 일부인 동두천 단층은 연천군에서 서울특별시까지 지형적으로 낮은 골짜기를 형성한다. 이 골짜기를 따라 국도 제3호선과 경원선 철도가 지나가며 6.25전쟁 당시 조선인민군의 서울 침공로로 사용되어 일대에서 동두천·포천-의정부 전투, 내촌-태릉 전투 등이 전개되었다. 김두일 외(1993)는 추가령 구조곡에서 적의 접근로와 지형을 고려한 최적의 방어선으로 국사봉-축석령-불국산을 연결하는 동-서 방향의 방어선을 설정하였다.
양주시 시가지 지역에서는 대보 화강암 분포 지역에서 지형적으로 뚜렷한 환상 구조가 발달하며 동두천 단층을 경계로 그 동쪽에서는 칠봉산~축석령~천보산 지역에서 거의 완전한 원형 구조를 보인다. 외관상 운석 충돌구와 비슷하나 충돌 관련 증거는 확인되지 않았다.

### 연천 군발지진
2016년 경주 지진 이후 추가령 단층대에서 발생한 지진의 빈도가 이전에 비해 현저하게 증가하였다는 보고가 있다. 특히 동두천 단층에 인접한 연천군 북북동쪽 3~5 km 지역에서 집중적으로 지진이 발생하고 있다. 2009~2017년의 지진들은 동두천 단층을 북서쪽에서 남동쪽으로 가로지르지만, 2018년~2021년의 지진들은 단층 동쪽 1 km 지점에 집중된다. 
이와 같은 군발지진이 대지진의 전조 현상인지 아니면 국지적인 단층 운동인지 알아보기 위해 2020년 11월 연세대학교와 스웨덴의 웁살라 대학교에서 동두천 단층을 횡단하는 5.6 km 축선에 대해 2차원 탄성파 탐사를 실시하였다. 그 결과 동두천 단층의 파쇄대로 추정되는 곳에서 서쪽에 비해 동쪽의 지층이 1 km 수직으로 상승한 흔적이 발견되었다. 최승찬 외(2022)는 해당 지역에서 중력 이상을 측정하고, 동두천 단층의 동쪽에서 안행상(En echelon) 단층을 따라 깊이 5 km 이내의 천발지진이 집중되었으며, 이는 지표 부근에 관입한 고밀도 암석 사이에 발달하는 저밀도의 단층이 응력에 취약하여 군발지진이 집중되는 것으로 추정하였다.

## 지질

### 연천군·동두천시
연천 지질도폭(2008)에 의하면, 동두천 단층은 연천읍 대광리에서 북동-남서 방향으로 휘어지며 백악기 철원 분지의 서측 경계 단층으로 이어진다. 철원 분지는 동두천 단층과 동송 단층의 우수향 주향 이동으로 형성된 인리형 분지로 해석된다. 동두천 단층에 의해 변위된 전곡 단층을 기준으로 동두천 단층은 4 km의 수평 변위량이 추정된다. 동두천 단층에 인접할수록 엽리의 주향이 심하게 굴절되어 형성된 습곡 구조가 발달하며 이는 동두천 단층의 우수향 주향이동을 지시한다.
포천 지질도폭(2005)에 의하면, 동두천시를 남-북 방향으로 관통하는 동두천 단층은 외견상 우수향의 주향 이동 단층이며 이 단층에 의해 분리되어 있는 대동 누층군 적성층의 부정합면 또는 초성 스러스트 단층을 기준으로 측정된 변위량은 3.5 km이다. 그러나 동두천 단층의 동부 지역에 상위 지층들이 많이 분포하고 있어 동측 지역이 상대적으로 하강한 것으로 보인다. 적성층과 선캄브리아기 암석들의 층리와 엽리는 단층 가까이 접근할수록 굴곡되어 있어 우수향 주향이동에 수반된 끌림작용을 지시한다.
지질도 상으로, 연천군 전곡읍~양주시 지역에서 동두천 단층의 변위량은 경기변성암복합체 규암 3.1 km, 대동 누층군 적성층 2.9 km, 함석류석 흑운모 화강암 2.9 km, 전곡 단층 3.2 km, 초성 스러스트 단층 2.9 km 정도이다. 따라서 동두천 단층의 변위량은 우수향으로 3 km 정도이다.

### 양주시
양주시 지역에서의 중력 탐사 결과 동두천 단층이 지나는 지점에서 중력 이상값이 가장 낮다. 화강암의 분포 심도는 동두천 단층에서 동쪽으로 갈수록 심도가 얕아지며, 동두천 단층은 좌우 양쪽에서 중력 이상이 낮아 단층의 경사가 수직임을 나타낸다. 양주시 지역에서 측정된 절리는 대부분 전단 절리 및 단층이며 경사가 70° 이상인 수직 절리로 광역적 지구조 운동에 의해 형성된 것으로 해석된다. 이동 감각은 주로 우수향이고 좌수향 이동이 같이 관찰된다.
의정부 지질도폭(2005)에 의하면 동두천 단층이 쥐라기의 대보 화강암 함석류석화강암을 우수향으로 절단하고 여기에 포천 단층이 축석령을 지나 의정부시에서 동두천 단층에 수렴한다.
최승찬 외(2024)는 추가령 단층대의 지구조적인 이동을 확인하기 위해 동두천 단층을 따라 중력장을 측정하였다. 측정 결과 경기도 양주시 지역에서 부게 이상이 북서쪽에서 남동쪽으로 분포하고 있는데 이는 동두천 단층이 우수향으로 단층 동쪽 지역이 남쪽으로 3 km 정도 이동한 결과로 해석되며, 지질도 상의 암석 변위량(2.9~3.2 km)과 거의 일치한다.

### 노두
| 위치                 | 좌표 | 지질                             | 주향              | 경사              | 성향                                 | ESR 연대측정값                            | 비고                                                                     |
| -------------------- | --- | -------------------------------- | ----------------- | ----------------- | ------------------------------------ | ----------------------------------------- | ------------------------------------------------------------------------ |
| 연천군 신서면 대광리 | 북위 38° 11′ 58.11″ 동경 127° 7′ 49.07″ / 북위 38.1994750° 동경 127.1302972°                                                                                              | 천덕산층 천매암질암              | 북동 40°          | 남동 80°          | 주향이동                             | 350±30 ka                                 | 경원선 신탄리역으로부터 200°방향 2 km                                    |
| 연천군 신서면 대광리 | 북위 38° 9′ 16.74″ 동경 127° 6′ 4.52″ / 북위 38.1546500° 동경 127.1012556°                                                                                                | 미산층 변성사질암, 백악기 화산암 | 북동 30°          | 북서 67°          | 좌수향→우수향→우수향→좌수향 주향이동 | 150±10 ka                                 | 도로 절개사면, 철원분지의 경계 단층                                      |
| 연천군 연천읍 옥산리 | CHU 11-1 북위 38° 8′ 25.08″ 동경 127° 5′ 48.80″ / 북위 38.1403000° 동경 127.0968889° CHU 11-2 북위 38° 8′ 24.32″ 동경 127° 5′ 49.43″ / 북위 38.1400889° 동경 127.0970639° | 규장암, 응회암                   | 북동 60° 북동 20° | 북서 75° 남동 65° | -                                    | 240±15 ka 200±10 ka, 200±15 ka, 190±10 ka | 추가령 단층의 주 단층방향과 일치 경원선 신망리역으로부터 60° 방향 1.8 km |

## 같이 보기
- 한국의 단층
  - 추가령 단층
  - 왕숙천 단층
  - 신갈 단층
  - 경강 단층
  - 금왕 단층
  - 공주 단층
  - 가음 단층
  - 양산 단층
  - 울산 단층
- 한국의 지질
  - 철원군의 지질
  - 연천군의 지질
  - 포천시의 지질
  - 양주시의 지질
  - 서울특별시의 지질
- 동두천시